# Maleckie
Maleckie (844 m) – szczyt w Beskidzie Małym. Znajduje się w grzbiecie oddzielającym dolinę Kocierzanki od doliny Isepnicy, pomiędzy Jaworzyną (861 m) a Cisowymi Grapami (Wielka Cisowa Grapa, 853 m). Stoki zachodnie opadają do doliny Isepnicy, południowo-wschodnie do doliny Kocierzanki.
Maleckie znajduje się w niewielkiej odległości od zwornikowego szczytu Wielkiej Cisowej Grapy, natomiast w południowo-zachodnim kierunku do Jaworzyny biegnie długi i niemal poziomy grzbiet. Znajduje się na nim płytkie wcięcie Przełęczy Cisowej (805 m). Grzbietem tym biegnie szlak turystyczny. Maleckie jest całkowicie porośnięte lasem, niewielkie polanki znajdują się tylko po północnej i zachodniej stronie szczytu.
Grzbietem Maleckiego biegnie granica między wsiami Międzybrodzie Żywieckie i Kocierz Rychwałdzki (obydwie w województwie śląskim, w powiecie żywieckim). W górnej części stoków wschodnich jest rezerwat przyrody Szeroka. Jego granica biegnie granią od Przełęczy Cisowej przez Maleckie i Wielką Cisową Grapę po Szeroką Przełęcz (Przysłop Cisowy).
Szlaki turystyczne
 Tresna – Kościelec – Jaworzyna – Przełęcz Cisowa – Maleckie – Przysłop Cisowy. Czas przejścia: 3 h, ↓ 2:10 h.

## Przypisy

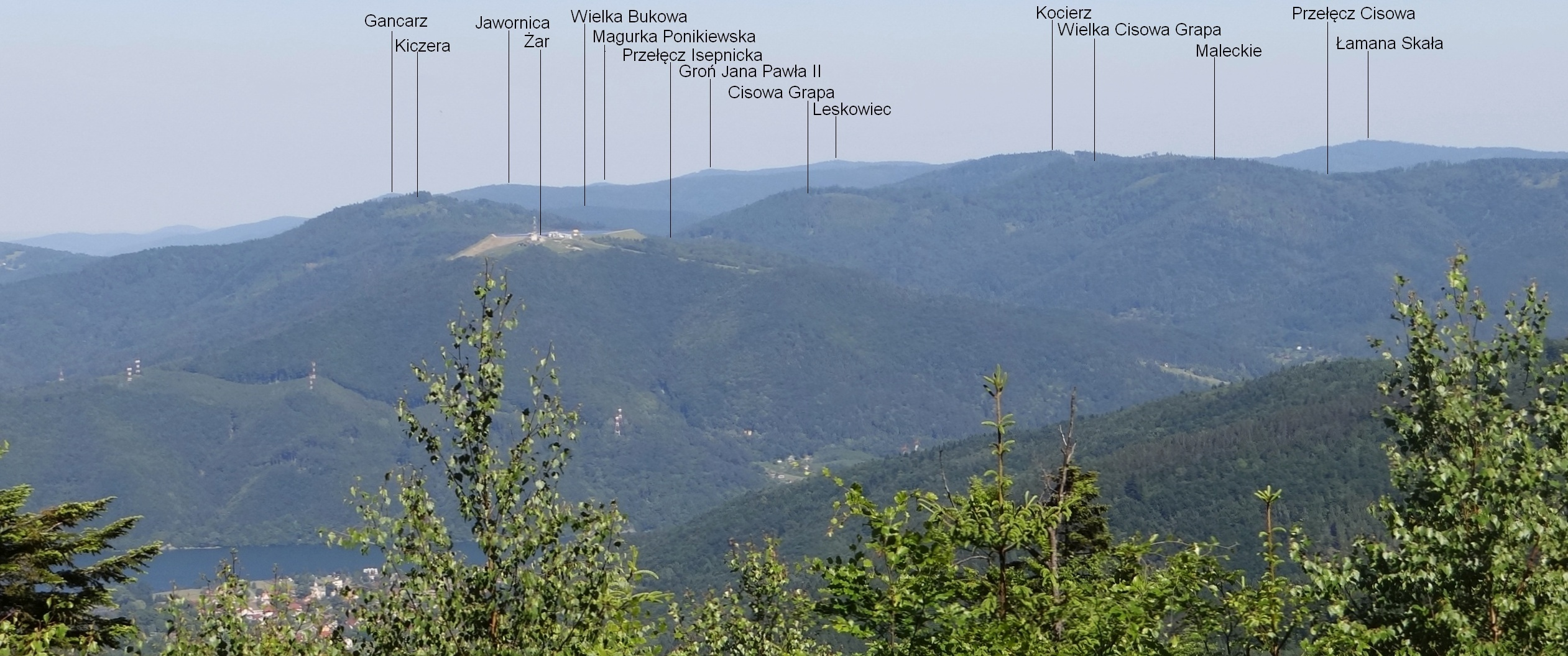
Widok na Maleckie z grzbietu Magurki Wilkowickiej
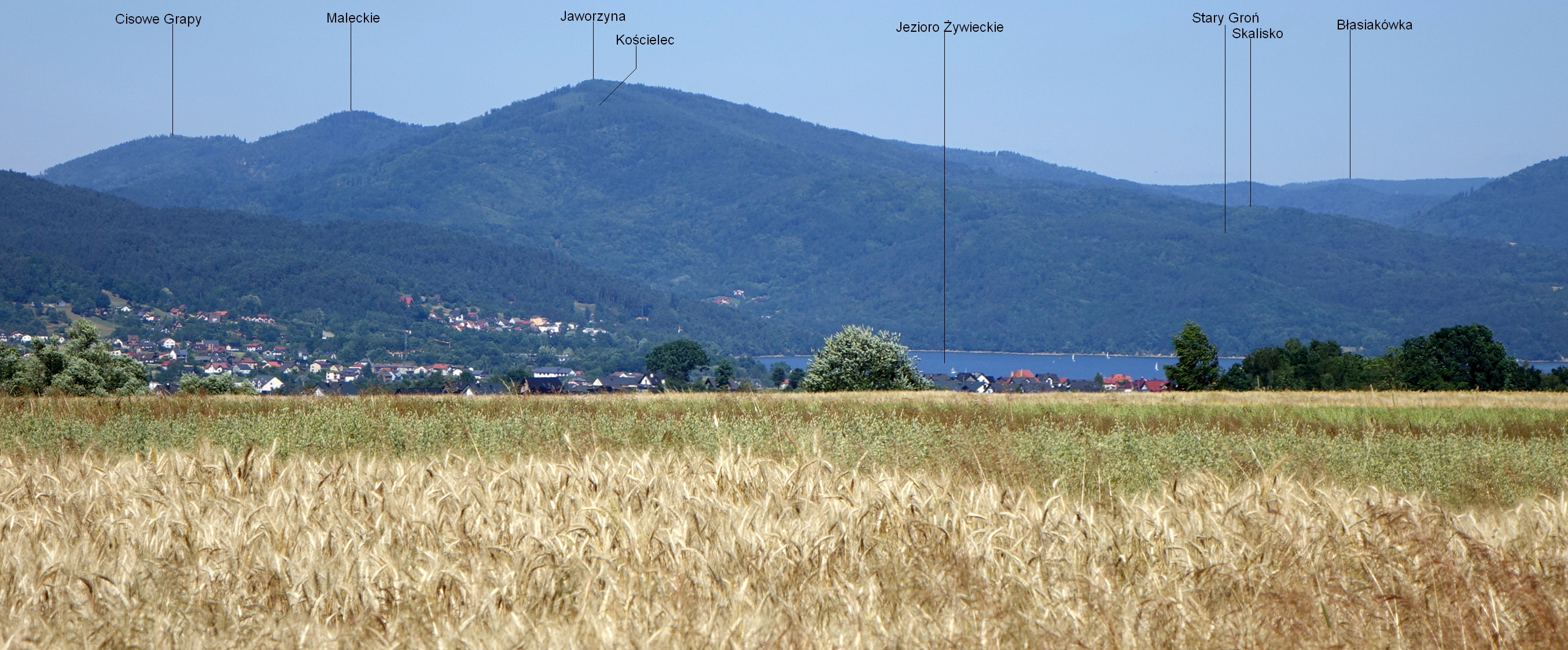
Widok z wzniesienia Studniska